# Ecnomus addi
Ecnomus addi là một loài Trichoptera trong họ Ecnomidae. Chúng phân bố ở miền Australasia.